# Dacia Sandero
A Dacia Sandero egy kompakt autó, amelyet 2007 óta gyárt a márka. Egyes országokban Renault Sandero néven forgalmazzák, mivelhogy nem kelt jó érzést a 'Dacia' név az emberekben azokon a helyeken. Az első generációt 2007-ben mutatták be, a márka megújulásának első jeleként. Európában 2008-ban mutatkozott be a Sandero. A típus a Dacia Logan padlólemezre épül. 2011-ben felújították a brazil változatot. 2009-ben Stepway néven terepjárós stílusú verzió is megjelent. A Sandero második generációja 2012-ben mutatkozott be a párizsi autószalonon. Dízel- és benzinmotorokkal érhető el a jármű. A második generáció 4 csillagos értékelést ért el az Euro NCAP törésteszten, feljavítva ezzel az első generáció 3 csillagos eredményét. Bejelentették, hogy folyamatban van a modell raliautó változata is. Díjakat is nyert a típus. A Sandero a Dacia egyik legnépszerűbb modelljének számít a Logan és a Duster típusok után.